# Espenvuurzwam
De espenvuurzwam (Phellinus tremulae) is een schimmel behorend tot de familie Hymenochaetaceae. Hij groeit op levende takken van populieren (Ratelpopulier en Abeel).

## Kenmerken

### Uiterlijke kenmerken
De espenvuurzwam (Phellinus tremulae) is deel van een soortencomplex waarvan ook Populierenvuurzwam, Echte vuurzwam en Boomgaardvuurzwam deel uitmaken. De taxonomische status van deze soorten is door moleculair onderzoek bevestigd. De meeste zijn in sterke mate aan bepaalde boomsoorten gebonden: Espenvuurzwam aan Ratelpopulier en Abeel. 
Vruchtlichamen van de Espenvuurzwam groeien meestal onderaan dode takken aan levende bomen. De vruchtlichamen hebben een kenmerkende vorm: zowel de boven- als de onderzijde (poriënlaag) staan onder een hoek van ongeveer 45ᵒ met het horizontale vlak. Kenmerkend zijn verder de langzame groei, de hoekige (niet afgeronde) hoedrand en de neiging meer verticaal te groeien dan horizontaal. De bovenzijde van de hoed heeft een patroon van groeiringen en verticale groeven (barsten). Vaak is rond de aanhechtingsplaats een myceliale (granulaire) kern aanwezig die bij de andere genoemde soorten vuurzwammen ontbreekt.

### Microscopische kenmerken
Het heeft een dimitisch hyfensysteem. In de context zijn de generatieve hyfen recht, gesepteerd, dunwandig, lichtgeel tot bijna glasachtig, met een diameter van 2–3 μm. De skeletachtige hyfen zijn dikwandig, niet gesepteerd, donker roodbruin en hebben een diameter van 4–6 μm. De kern is opgebouwd uit dicht verweven, vertakte, borstelig uitziende hyfen met clusters van dikwandige, donker roodbruine, onregelmatige en verwrongen cellen. Deze hyfen zijn 20–80 μm lang, soms langer, en hebben een diameter van 8–25 μm. De overgang tussen de trama en de context is vaag. In de trama liggen de hyfen parallel.
De basidia zijn breed knotsvormig, meten 8–10 × 6–7 μm, met 4 sterigmata en een eenvoudige basale gespenverbinding. Basidiolen zijn vergelijkbaar, maar iets korter, met dikwandige basissen en een diameter van 3,5–5 μm. De basidiosporen zijn bijna bolvormig tot ellipsoïdaal, glasachtig, kleurloos, glad en niet amyloïde. Rijpe sporen meten 4,5–5 × 4–4,5 μm en hebben een wanddikte van gemiddeld 0,4–0,7 μm.

## Verspreiding
In Nederland komt de espenvuurzwam zeer zeldzaam voor.